# Памятники башкирским воинам в Германии

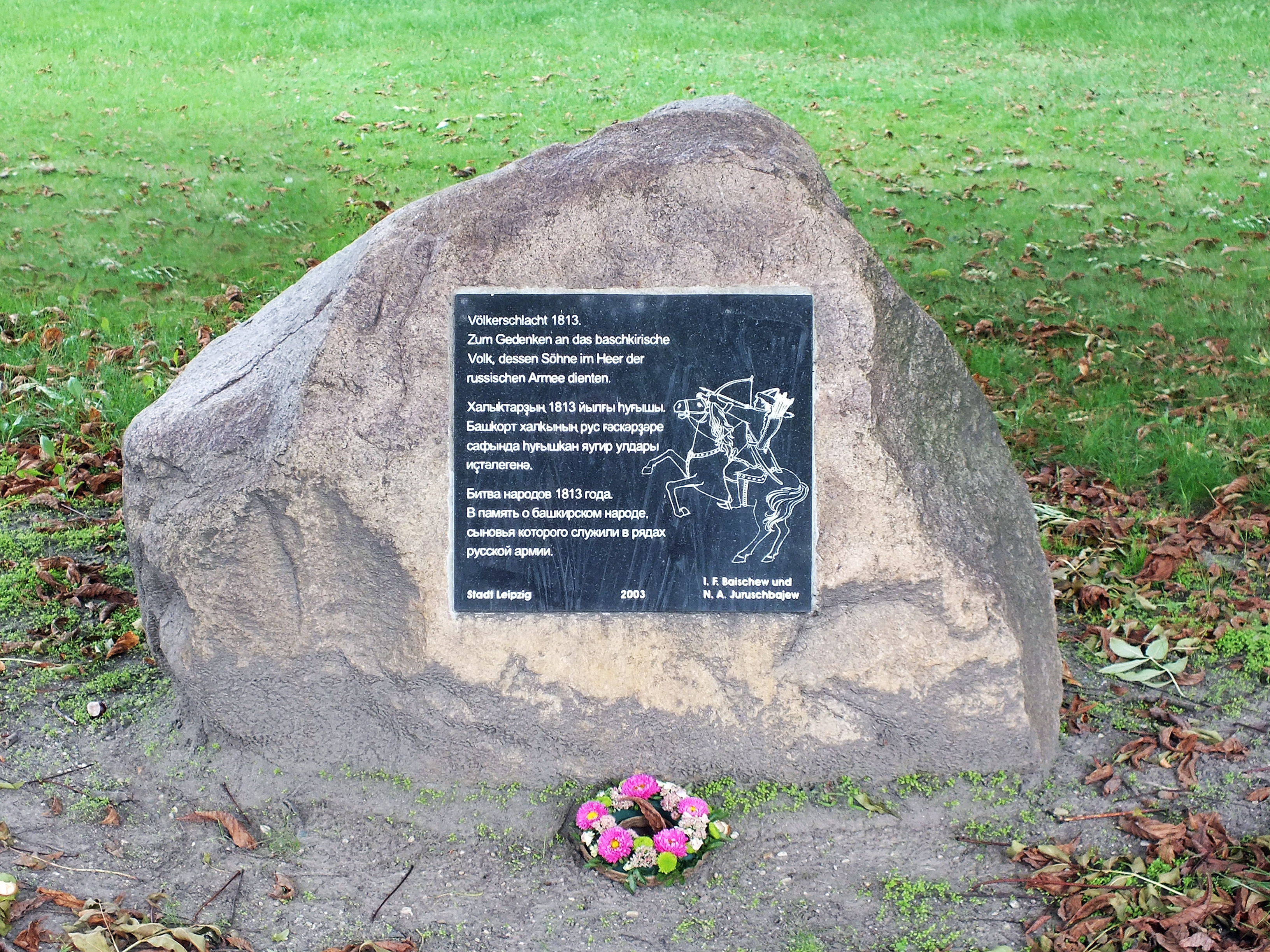
Памятник башкирским воинам г. Лейпциге

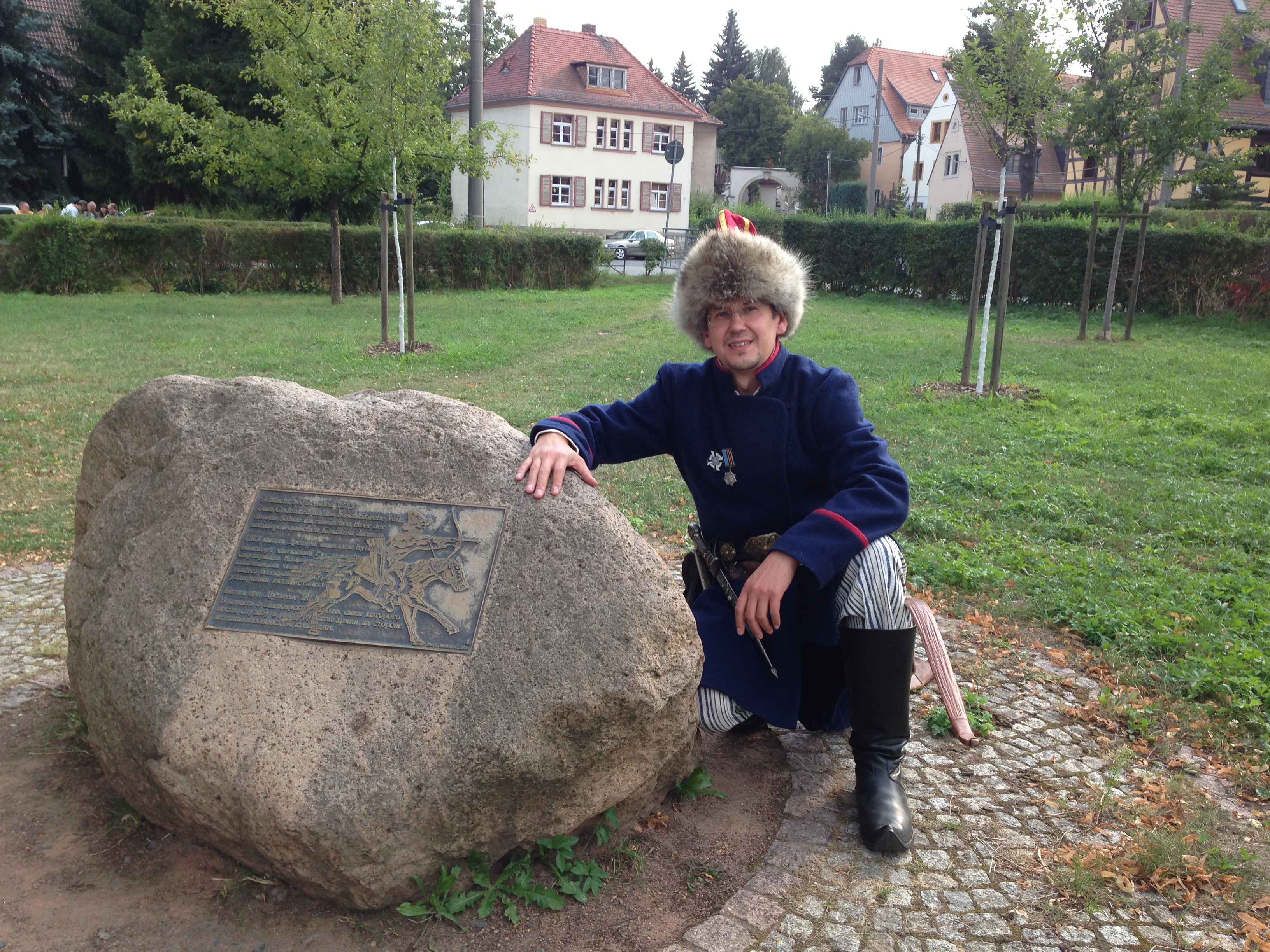
Ирек Баишев возле памятника башкирским воинам в г. Дрездене

Памятники башкирским воинам в Германии — памятники, установленные в г. Лейпциге и г. Дрезден (Германия) в знак памяти о башкирских воинах, которые несли службу в рядах русской армии на стороне антинаполеоновской коалиции и участвовали в сражениях на территории Германии в ходе Заграничного похода русской армии 1813—1814 гг.
Первый памятник башкирским воинам установлен в Лейпциге в 2003 году по инициативе и на личные средства Ирека Баишева (участника всемирного Курултая башкир, проживающего в Лейпциге). Автором художественного оформления выступил немецкий режиссёр и журналист Насур Юрушбаев. Место для памятника было выбрано не случайно. Мемориальный камень заложен в центре сквера с западной стороны Храма-памятника русской славы в Лейпциге (нем. Russische Gedächtniskirche), установленного в пямять о воинах, павших в Битве Народов под Лейцигом 16-19 октября 1813 года.
Торжественное открытие первого памятника башкирским воинам состоялось осенью 2003 года и было приурочено к 190-летию Битвы Народов.
Второй памятник установлен в липовом сквере в Дрездене в 2006 году и посвящён сражению при Дрездене в августе 1813 года, в котором также участвовали башкирские воины. Финансирование и оформление мемориального камня полностью взял на себя Ирек Баишев.
Основание памятников составляют монолитные каменные валуны высотой около 80-120 см. На камнях закреплены бронзовые таблички с изображением скачущего башкирского воина, вооружённого луком и стрелами, и соответствующим текстом:
- «Битва Народов 1813 года. В память о башкирском народе, сыновья которого служили в рядах русской армии»;
- «Битва при Дрездене 1813 г. Память о башкирском народе, сыны которого несли службу в рядах русской армии на стороне в составе антинеаполеоновской коалиции»

на немецком, башкирском и русском языках. Табличка на памятнике в Лейпциге позже была заменена на гранитную.
Под каждым памятником заложена капсула с башкирским кураем.
В Отечественной войне 1812 года и заграничных походах русской армии в 1813—1814 гг. участвовали 28 башкирских полков.
Первый башкирский полк принимал участие в боях при г. Дрездене 2 марта 1813 года, Четырныдцатый и Пятнадцатый башкирский полк принимали участие в сентябре—ноябре 1813 года.